# Turkisk krokus
Crocus ancyrensis är en irisväxtart som först beskrevs av Herb., och fick sitt nu gällande namn av George Maw. Crocus ancyrensis ingår i släktet krokusar, och familjen irisväxter. Inga underarter finns listade i Catalogue of Life.

## Bildgalleri

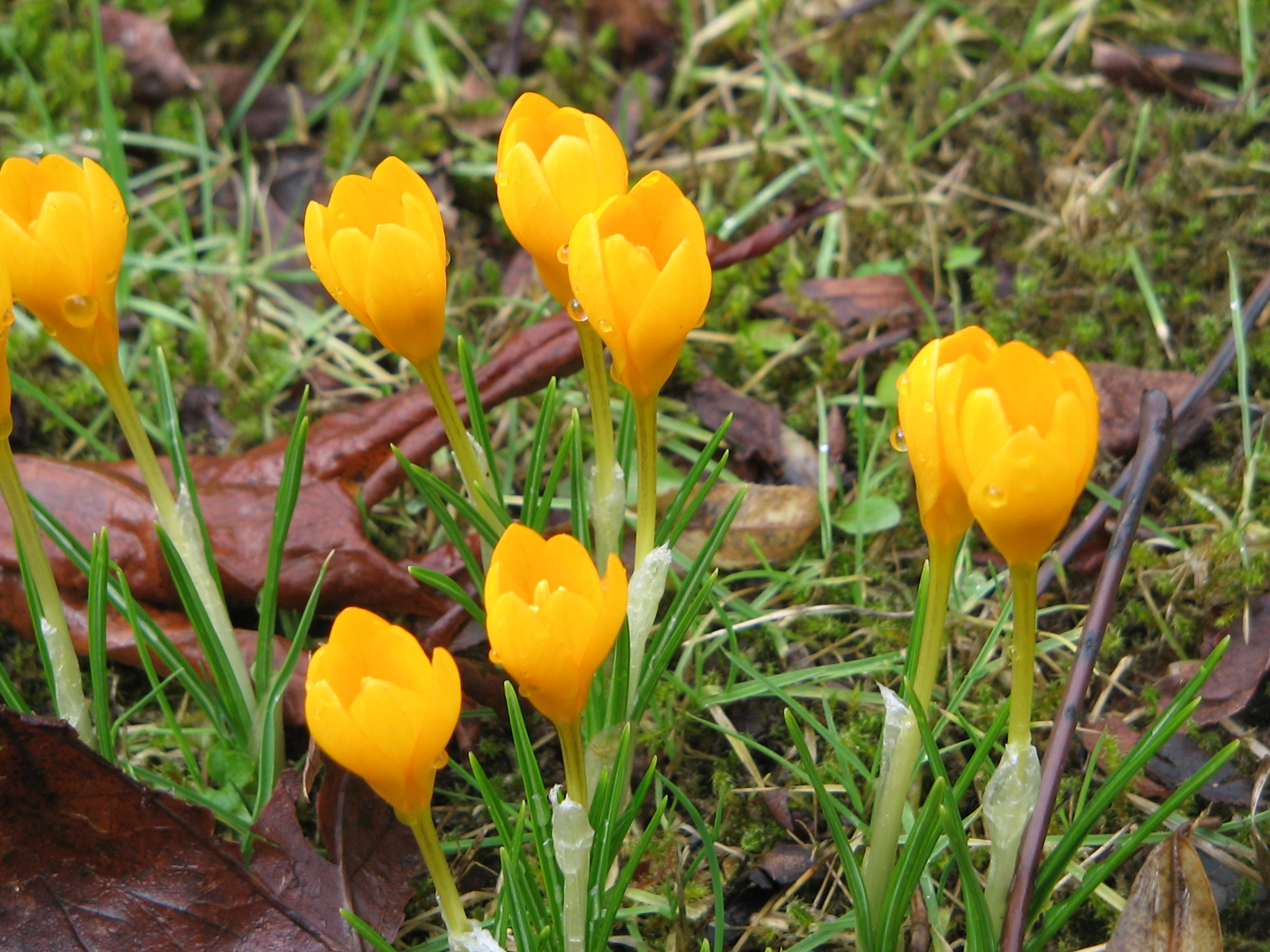